# ليونارد جونز
ليونارد جونز (بالإنجليزية: Leonard Jones)‏ (و. 1924 – 1998 م) هو سياسي، ومحامي، من كندا، ولد في مونكتون، توفي في كالغاري، عن عمر يناهز 74 عاماً.

## مناصب
تولى منصب عضو مجلس العموم الكندي (8 يوليو 1974–21 مايو 1979)، وعمدة، مونكتون (1963–1974).